# NBA 2K22
NBA 2K22は、NBA 2Kシリーズのゲームソフト。
カバー選手として八村塁選手とルカ・ドンチッチ選手が登場している。